# Olinde Rodrigues
Benjamin Olinde Rodrigues (Burdeos, 6 de octubre de 1795 - París, 17 de diciembre de 1851) fue un matemático francés y uno de los principales referentes del movimiento sansimoniano.

## Biografía
Olinde nace en una familia de banqueros de origen judío. Es hijo de Isaac Rodrigues-Henriques (propietario de una compañía aseguradora, corredor de bolsa y comerciante), y de Sarah Sophie Lopes-Fonseca.
Estudió en la École Normale Supérieure, donde obtuvo su doctorado en 1815 sosteniendo dos tesis: una sobre la atracción de los esferoides, donde expone la fórmula que lleva su nombre (fórmula de Rodrigues), y otra sobre el movimiento de rotación de un cuerpo de revolución pesado, ambas frente a un jurado presidido por Lacroix.
Fue propietario de un establecimiento bancario y se adhirió a las ideas de Saint-Simon, a quien conoció en 1823, transformándose en su principal discípulo. Tras la muerte del maestro, en mayo de 1825, cobraron mayor importancia otros miembros de la escuela como Barthélemy Prosper Enfantin y Saint-Amand Bazard, pero Rodrigues actuó como uno de los mecenas de la organización. Por otra parte, en este grupo Rodrigues era el discípulo más antiguo de Saint-Simon, por lo que gozaba del prestigio que le daba la cercanía al maestro desaparecido.
En 1828, por acuerdo generalizado entre los sansimonianos, Olinde Rodrigues es quien nombra a Enfantin y Bazard “padres supremos” de la religión sansimoniana. Tras la ruptura de Bazard en noviembre de 1831, Rodrigues permanece fiel al grupo, pero a los pocos meses se aleja también, aparentemente por diferencias financieras con Enfantin.
Tras distanciarse de Enfantin y del movimiento sansimonista, regresó a los asuntos financieros. Tomó parte activa en la creación de los ferrocarriles en Francia con sus primos los hermanos Pereire, tomando parte en la Compañía del ferrocarril de París a Saint-Germain, y en la Compañía del ferrocarril de París a Orleans.
Publicó numerosos artículos en los periódicos del sansimonismo y financió ediciones de obras de Saint-Simon, de Bazard y de Enfantin.
Un buque de la Compañía General Transatlántica, botado en 1874 con el nombre de Franconia, fue rebautizado en honor de Olinde Rodrigues en 1878 (el barco fue desguazado en 1905).

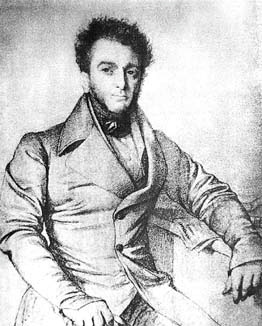
Retrato de Olinde Rodrigues

Paralelamente, siguió escribiendo algunos trabajos matemáticos. Entre ellos, particularmente, en 1840 publicó un texto sobre el grupo de las rotaciones SO(3). Sin embargo, su obra fue superada por los trabajos de Hamilton y luego olvidada.